# Aeroportul Bozoum
Aeroportul Bozoum (IATA: BOZ, ICAO: FEGZ) este un aeroport din Ouham-Pendé, Republica Centrafricană ce deservește zona Bozoum. A fost numit după zona deservită.
Situat la o altitudine de 681 m, aeroportul dispune de o singură pistă.